# Balsamowiec mirra
Balsamowiec mirra (Commiphora habessinica (Berg) Engler) – gatunek rośliny z rodziny osoczynowatych (Burseraceae). Pochodzi z Półwyspu Arabskiego (Oman, Jemen) i Afryki (Dżibuti, Etiopia, Somalia, Kenia, Malawi, Zambia, Burundi, Ruanda, Zair, Tanzania, Uganda).

## Morfologia
PokrójDuży kolczasty krzew albo niewielkie, także kolczaste drzewko o wysokości do 10 m.
PędyKora srebrzysta, biaława, czerwonawa lub niebiesko-szara, gałęzie wyrastają pod prostym kątem
LiścieTrójlistkowe, środkowy listek jest największy. Na starszych pędach liście są pojedyncze.
KwiatyNiedekoracyjne, małe, jedno- albo obupłciowe, 4-krotne. Wyrastają po kilka z kątów liści, lub tworzą niewielkie wiechy. Są jedno lub obupłciowe.
OwoceWyrastają zazwyczaj pojedynczo lub po dwa na szypułce. Są to niewielkie (2-4 mm długości), jajowate i spłaszczone pestkowce o gładkiej skórce.

## Zastosowanie
Z rośliny samoistnie wydziela się wonna żywica zwana mirrą, po nacięciu kory wyciek żywicy zwiększa się. Dawniej mirra była używana do balsamowania i namaszczania zwłok, jako środek leczniczy i przeciwbólowy i jako składnik kadzidła. W Starym Testamencie była również składnikiem oleju świętego do namaszczań (Wj 30, 23,25). Według badaczy roślin biblijnych źródłem mirry wymienionej w kilku miejscach w Biblii był balsamowiec mirra. Obecnie mirra nadal jest wykorzystywana w lecznictwie i do wytwarzania kadzidła, ponadto w przemyśle kosmetycznym jako składnik perfum, past do zębów i płynów do płukania ust.